# 坎佩利亚斯
坎佩利亚斯（西班牙語：Campellas），是西班牙加泰罗尼亚赫罗纳省的一个市镇。总面积19平方公里，总人口120人（2001年），人口密度6人/平方公里。